# People’s Alliance Party (Salomonen)
Die People’s Alliance Party (PAP) ist eine politische Partei in den Salomonen.

## Geschichte
Die PAP entstand 1979 aus einer Vereinigung der Rural Alliance Party und der People’s Progressive Party. Unter der Führung von Solomon Mamaloni gewann die Partei zehn der 38 Sitze in den Wahlen 1980 und Mamaloni wurde Leader of the Opposition. Als die Regierung der Solomon Islands United Party (SIUP) 1981 zurücktrat, konnte Mamaloni eine Koalitionsregierung mit der Solomon Islands Liberal Party (National Democratic Party) und unabhängigen Parlamentariern bilden und wurde zum ersten Mal Premierminister. Die Partei errang in den Wahlen 1984 die meisten Stimmen und gewann 12 Sitze. Die SIUP gewann trotzdem 14 Sitze und die PAP kehrte zurück in die Opposition.
Die PAP gewann in den Wahlen 1989 mit haushohem Vorsprung und errang 23 der 38 Sitze und Mamaloni wurde erneut Premierminister. Bei den Wahlen 1993 verlor die Partei wieder. Sie errang nur neun Sitze während die Solomon Islands Government of National Unity, Reconciliation and Progress Party (SIGNUR) 20 Sitze errang. Der Parteiführer der SIGNUR, Francis Billy Hilly, verlor 1994 ein Misstrauensvotum und Mamaloni wurde erneut Premierminister. Die PAP gewann in den Wahlen 1997 nur 7 Sitze, wodurch Mamaloni erneut Leader of the Opposition wurde. Ein Posten, den er bis zu seinem Tod 2000 innehatte.
2001 gewann die Partei wieder 20 der 50 Sitze und wurde damit die größte Partei im Parlament. Allan Kemakeza wurde Premierminister. 2006 verlor die Partei erneut. Nur noch drei Sitze im Parlament blieben übrig, während unabhängige Kandidaten dominierten. Wahlen in den Salomonen 2010 waren es noch zwei, und drei 2014. 2019 konnten sich erneut nur 2 Kandidaten durchsetzen.

## Wahlergebnisse
| Wahl      | Stimmen | %    | Mandate |
| --------- | ------- | ---- | ------- |
| Wahl 1980 | 9.085   | 15,8 | 10 / 38 |
| Wahl 1984 | 15.923  | 23,3 | 12 / 38 |
| Wahl 1989 | 15.562  | 19,2 | 23 / 38 |
| Wahl 1993 | 20.267  | 16,4 | 9 / 47  |
| Wahl 1997 | –       | –    | 7 / 50  |
| Wahl 2001 | –       | –    | 20 / 50 |
| Wahl 2006 | 11.935  | 6,3  | 3 / 50  |
| Wahl 2010 | 4.619   | 2,0  | 0 / 50  |
| Wahl 2014 | 11.414  | 4,4  | 3 / 50  |
| Wahl 2019 | 18.573  | 6,0  | 2 / 50  |
| Wahl 2024 | 5.593   | 1,6  | 0 / 50  |